# Anciennes Terres
Anciennes Terres (niem. Alte Landschaft, pol. Stare Ziemie) – tereny w obecnym kantonie Fryburg w Szwajcarii, będące najstarszymi posiadłościami Fryburga, naturalne zaplecze miasta po obu stronach Sarine i biegnącej podobnie francusko-niemieckiej granicy językowej, na które społeczność miejska stopniowo rozszerzała swoją dominację od XIII do XV wieku.

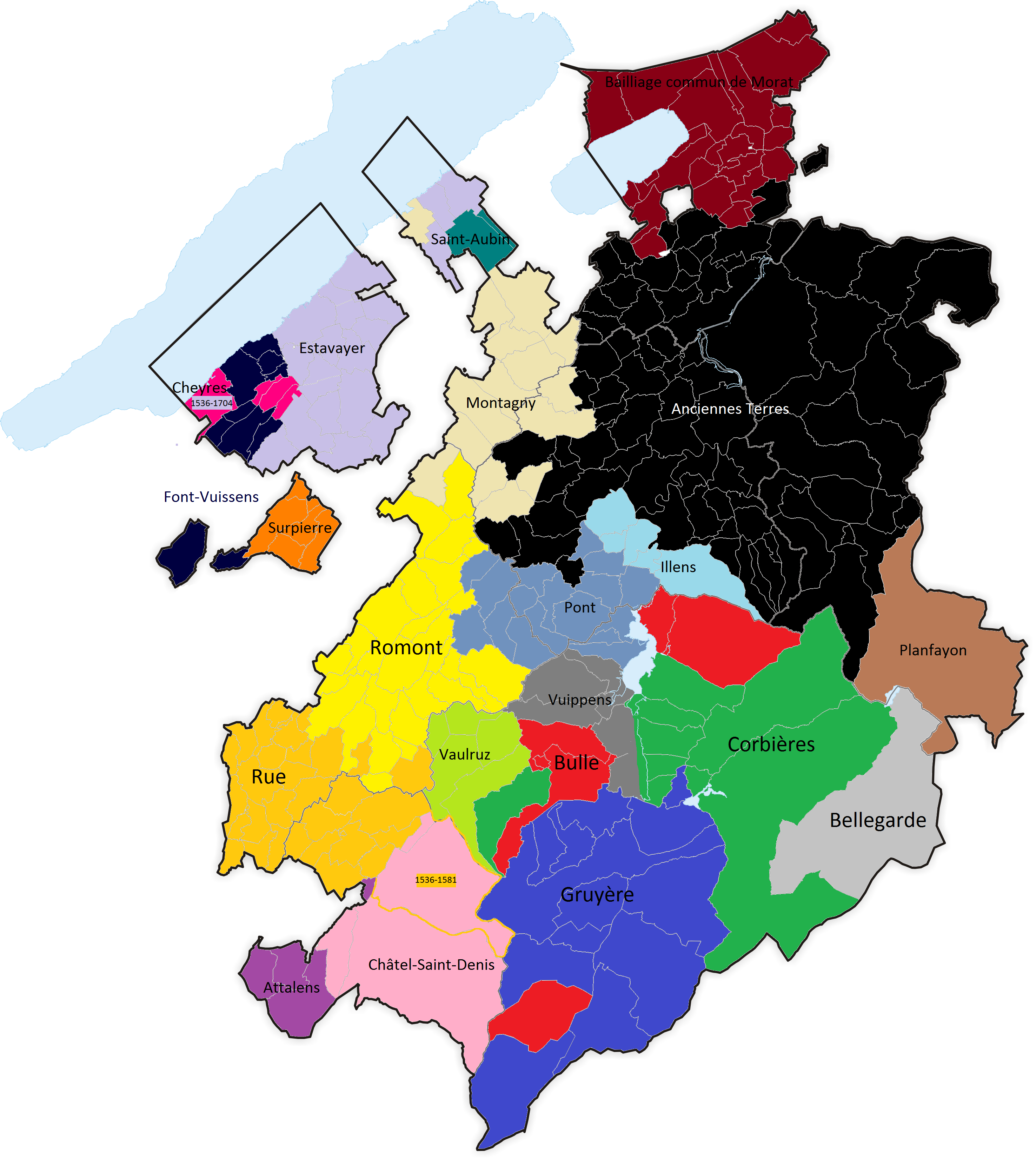
Mapa kantonu Fryburg z okresu Ancien Régime'u

Pierwsza wzmianka o Anciennes Terres pochodzi z 1549 roku i służy odróżnieniu dawnych posiadłości miasta od nabytych później baliwatów, zwanych – dla odróżnienia – Nowymi Ziemiami (fr. Nouvelles Terres).
Stosowane były również w odniesieniu do nich inne określenia: nazwa „Bezpośrednie zależności” (fr. Les dépendances immédiates) wyraża bezpośrednie poddanie się mieszkańców tych ziem władzom miasta, bez pośrednictwa baliwów, zaś nazwa „24 parafie” (fr. Les 24 paroisses) nawiązuje bezpośrednio do ilości parafii, na jakie tereny te zostały podzielone w 1648 r. W tym drugim zakresie Stare Ziemie odpowiadały dekanatowi Fryburga, ustanowionemu po założeniu miasta. Pod względem gospodarczym miasto, jako centrum targowe i wieś również były ze sobą ściśle powiązane. 
W przeciwieństwie do Berna, Fryburg w niewielkim stopniu wykorzystywał przyjmowanie w szeregi burżuazji ludności pochodzenia chłopskiego jako instrumentu rozwoju terytorialnego. Ważniejsze było nabywanie przez obywateli miasta okolicznych lenn, pochodzących zwłaszcza z majątków Thiersteinów (pierwsza wzmianka w 1363 r.).
Formowanie Starych Ziem zakończyło się zakupem lenn Thiersteinów przez miasto w 1442 roku, inkorporacją wsi z baliwatu Hauterive w 1452 roku i ustaleniem granic terytorialnych z Bernem w 1467 roku.
Anciennes terres obejmowały region między rzeką Singine i potokiem Macconnens, między Villars-les-Moines i Tütschbach, strumieniem w pobliżu Planfayon. Aż do zaniknięcia w 1798 r. nie uzyskały one ani statusu prawnego zorganizowanego podmiotu, ani prawa reprezentacji we władzach. Po 1798 r. utworzyły one ówczesny dystrykt Fryburg.
Ziemie te zostały dołączone przed 1404 r. do trzech, a potem czterech dzielnic miasta i następnie podzielone na cztery banderie: l'Auge i Bourg na wschód od Sarine, a l'Hôpital i Neuveville na zachód od tej rzeki. Dowodzący nimi bannereci otrzymali do wypełniania, obok obowiązków wojskowych, również funkcje suwerenów przydzielonych im ziem. Oprócz praw zwyczajowych i feudalnych zastosowanie miało także prawo miejskie. W parafiach, podzielonych na okręgi wyborcze (niem. Schrote) istniały sądy wiejskie. Wyższa instancja sprawiedliwości należała do pana miasta, a następnie do samego miasta.
Pod rządami Ancien Régime'u patrycjusze fryburscy zbudowali na Starych Ziemiach wiele wiejskich domów, będących z reguły ośrodkami przyległych gospodarstw rolnych. Ludność tych ziem wspierała patrycjat miejski aż do jego upadku.